# Morse Bluff (Nebraska)
Morse Bluff je selo u američkoj saveznoj državi Nebraska. Prema popisu stanovništva iz 2010. u njemu je živjelo 135 stanovnika.